# Liste des films soviétiques sortis en 1976
Cet article présente une liste de films produits en Union soviétique et sortis en 1976.

## 1976
Les titres en français sont en grande majorité des traductions automatiques et non les titres attribués par les distributeurs dans les pays francophones.
Pour le classement annuel, la liste des titres a été établie en se basant sur les répertoires des pages Wikipédia en russe complétées par les listes des sites «kino-teatr» et «kinopoisk» d'où le nombre important de films que l'on trouve dans les références.
Pour les titres où l'on manque de précisions, seule l'année est indiquée : année de réalisation, année de sortie ou les deux ?. Bien que cela puisse paraître superflu, 1976 est inscrit pour chacun de ces titres pour montrer que la vérification a été faite.
On remarque que, la plupart du temps, il n'y a pas de première pour les courts métrages ainsi que pour les dessins animés et les documentaires de courte durée.
| Titre | Titre original | Date de sortie                                       | Réalisateur |
| --- | --- | ---------------------------------------------------- | --- |
| À côté de toi | ru:Рядом с тобой (фильм, 1976) | 1976                                                 | Nikolaï Fedorovitch Joukov |
| L'Affaire de...Pas un opéra très comique | ru:Слушается дело о… Не очень комическая опера | 1976                                                 | Iouri Aleksandrovitch Boutyrine (ru) |
| L'affaire est confiée à l'inspecteur Teddy. Dossier n° 001. Brun et Blanc | ru:Дело поручается детективу Тедди. Дело № 001. Бурый и Белый | 1976                                                 | Volodymyr Dakhno |
| L'affaire est portée devant les tribunaux | ru:Дело передается в суд (фильм, 1976) | 1976                                                 | Valerian Ivlianovitch Kvatchadze (ru) |
| Les Affaires de la famille Gaiourov | ru:Семейные дела Гаюровых | 26 mai 1976 à la télévision à Moscou                 | Valeri Bakievitch Akhadov (ru) |
| Aie ! film avec trois sketchs : Et les marieurs arrivèrent à la cabane... Ou les aventures de l'écrivain Senia à la recherche d'un mot caché, Chanson, ou Comment le grand Louarsab organisa une chorale, Quelle est notre vie ?! Ou quelle est notre vie ?!) | ru:Ау-у! (И подъехали к избе сваты… Или похождения писателя Сени в поисках слова затаённогo, Песня, или Как великий Луарсаб хор организовывал, Что наша жизнь?! Или что наша жизнь?!) | 1er juin 1976                                        | réalisés respectivement par Viktor Vassilievitch Krioutchkov, Guerald Sourenovitch Bejanov (ru) et Iouri Ivanovitch Gorkovenko                                                                                  |
| Album pour enfants | ru:Детский альбом (мультфильм) | 1976                                                 | Inessa Alekseïevna Kovalevskaïa (ru) |
| À l'ombre de l'épée | ru:В тени меча | 29 novembre 1976                                     | Imants Krenbergs (ru) |
| Anna Karénine | ru:Анна Каренина (фильм-балет, 1974) | 30 janvier 1976                                      | Margarita Mikhaïlovna Pilikhina (ru) |
| L'Appel éternel (film 1 (épisodes 1 à 6) | ru:Вечный зов (телесериал) | 2 juin 1976                                          | Vladimir Krasnopolski et Valeri Ivanovitch Ouskov (ru) |
| À propos du chaton Jenia et des règles de circulation | ru:Про котёнка Женю и правила движения | 1976                                                 | Roman Mikhaïlovitch Vinderman (ru) |
| L'Arbre du désir | ru:Древо желания | 19 décembre 1976                                     | Tenguiz Abuladze |
| L'Arctique ordinaire | ru:Обыкновенная Арктика | 1976                                                 | Alekseï Kirillovitch Simonov (ru) |
| Attends un peu ! (numéro 9) | ru:Ну, погоди! (выпуск 9) | 4 septembre 1976                                     | Viatcheslav Kotionotchkine |
| Attends un peu ! (numéro 10) | ru:Ну, погоди! (выпуск 10) | 9 octobre 1976                                       | Viatcheslav Kotionotchkine |
| Au bout du monde (film, 1975) | ru:На край света… | 5 avril 1976                                         | Rodion Nakhapetov |
| Au-dessus des nuages | ru:Выше только облака (фильм, 1976) | 1976                                                 | Nidjat Bekir ogly Bekirzade et Teïmour Bekir ogly Bekirzade |
| Au feu clair | ru:На ясный огонь | 15 avril 1976                                        | Vitali Mikhaïlovitch Koltsov (ru) |
| Avancez film à sketchs avec La Fille du capitaine, Le Père Séraphin, Viande argentine, Marche nuptiale, Pour seulement 30 kopecks | ru:Шаг навстречу (:(Дочь капитана, Отец Серафим, Мясо по-аргентински, Свадебный марш, "Всего за 30 копеек) | 26 avril 1976                                        | Naoum Borissovitch Birman (ru) |
| Les Aventures de Bouratino | ru:Приключения Буратино (фильм) | 1er janvier 1976 à la télévision                     | Leonid Netchaïev |
| Les Aventures de Kalle le détective | ru:Приключения Калле-сыщика | 12 décembre 1976 à la télévision                     | Arūnas Žebriūnas |
| Les Aventures de Travka | ru:Приключения Травки (фильм) | 2 aout 1976                                          | Arkadi Samoïlovitch Kordon (ru) |
| Avez-vous vu Petia? | ru:Вы Петьку не видели? | 7 novembre 1976 en URSS                              | Valentine Vassilievitch Popov (ru) |
| L'Avion rouge | ru:Рыжий самолёт | 13 mai 1976 à Erevan                                 | Arnold Roubenovitch Agababov (ru) et Arkadi Petrovitch Aïrapetian (ru) |
| Balançoire forestière | ru:Лесные качели | 1976 en URSS                                         | Mikhaïl Nikolaïevitch Ptachouk (ru) |
| Le Bateau blanc | ru:Белый пароход (фильм) | 22 novembre 1976 à Moscou                            | Bolotbek Chamchiev |
| La Boîte de malachite | ru:Малахитовая шкатулка (мультфильм) | 1976                                                 | Oleg Pavlovitch Nikolaïevski (ru) |
| La Boîte secrète | ru:Шкатулка с секретом (мультфильм) | 1976                                                 | Valeri Mikhaïlovitch Ougarov (ru) |
| Brèves rencontres dans une longue guerre | ru:Краткие встречи на долгой войне (фильм,1975) | 21 juin 1976                                         | Abdoussalom Rakhimovitch Rakhimov (ru) et Stanislav Viktorovitch Tchapline (ru) |
| Bulles | ru:Пузырьки (фильм, 1975) | 25 mars 1976                                         | Valeri Ivanovitch Kremniov (ru) |
| Calme (film, 1973) | ru:Тихоня (фильм, 1973) | 28 janvier 1976                                      | Mikhaïl Markovitch Izraïlev (ru) |
| Le Canal | ru:Канал (фильм, 1975) | 20 décembre 1976 en URSS                             | Vladimir Bortko |
| La Caravane noire | ru:Чёрный караван (фильм, 1975) | 26 juillet 1976                                      | Iouri Aleksandrovitch Boretski (ru) |
| Ce que les tribuns ne sauront pas | ru:О чем не узнают трибуны (фильм, 1975 | 29 aout 1976 en URSS                                 | Iakov Lvovitch Bazelian (ru) |
| Le Cercle magique | ru:Волшебный круг | 1976                                                 | Valentine Fiodorovitch Kozatchkov (ru) |
| Ces Fils désobéissants | ru:Эти непослушные сыновья (Фильм, 1976) | 27 octobre 1976 à la télévision                      | Guennadi Ivanovitch Pavlov |
| Ces garçons intrépides dans les voitures de course | ru:Эти бесстрашные ребята на гоночных автомобилях ... | 25 aout 1976                                         | Damir Ismaïlovitch Salimov (ru) |
| C'était à Mejgorie | ru:Это было в Межгорье (фильм, 1975) | 3 mai 1976                                           | Mounid Akhmedovitch Zakirov |
| Cet étrange amour | ru:Эта непонятная любовь | 1976                                                 | Konstantine Matsaberidze et Merab Grigorievitch Saralidze (ru) |
| Cet hiver troublé | ru:Эта тревожная зима | 13 septembre 1976                                    | Igor Iossifovitch Nikolaïev (ru) |
| Le Chant de la forêt | ru:Лесная песнь | 1976                                                 | Alla Alekseïevna Gratchiova (ru) |
| Chansons au-dessus des nuages | ru:Песни над облаками (Фильм, 1976) | 1976                                                 | Rafael Setrakovitch Gaspariants et Iouri Ivanovitch Gorkovenko |
| Cher Menteur | ru:Милый лжец (телеспектакль, 1976) | 30 avril 1976                                        | Anatoli Efros |
| Le Chiot bleu | ru:Голубой щенок | 28 novembre 1976                                     | Iefim Gambourg |
| Le Choix du but | ru:Выбор цели | 23 février 1976                                      | Igor Talankine |
| Citoyens | ru:Горожане (фильм) | 9 février 1976 en URSS                               | Vladimir Abramovitch Rogovoï (ru) |
| Clarine | ru:Колокольчик (фильм,1976) | 14 avril 1976                                        | Raouf Guiozalov |
| Les Clés du paradis | ru:Ключи от рая (фильм, 1975) | 14 juin 1976 à Moscou                                | Aloizs Brenčs |
| Cœur...cœur... | ru:Сердце… сердце… | 12 septembre 1976                                    | Eldar Kouliev |
| Comme ça | ru:Просто так | 17 décembre 1976                                     | Stella Leonovna Aristakessova (ru) |
| Comment grand-père a brisé le grand équilibre | ru:Как дед великое равновесие нарушил | 1976 à la télévision                                 | Vladimir Petrovitch Danilevitch (ru) |
| Comment le nain a quitté la maison et... | ru:О том, как гном покинул дом и… | 1976                                                 | Vladimir Popov |
| Comment les maris ont donné une leçon à leurs femmes | ru:Как мужья жён проучили | 1976                                                 | Irina Borissovna Gourvitch (ru) |
| Comment le tsar Pierre le Grand a marié un Noir | ru:Сказ про то, как царь Пётр арапа женил | 6 décembre 1976                                      | Aleksandr Mitta |
| Concert pour deux violons | ru:Концерт для двух скрипок (фильм) | 31 mai 1976 en URSS                                  | Iekaterina Grigorievna Stachevskaïa-Naroditskaïa (ru) |
| Contre-mesure | ru:Ответная мера | 24 mai 1976                                          | Vadim Vassilievitch Kostromenko (ru) |
| La Côte de feu | ru:Огненный берег (фильм, 1973) | 1976 en URSS                                         | Outchkoun Egamberdievitch Nazarov (ru) |
| Couleur de l'or | ru:Цвет золота | 5 avril 1976 à Moscou                                | Khalmamed Kakabaïev (ru) |
| Couronne de feuilles de chêne | ru:Венок из дубовых листьев (фильм,1976) | 18 décembre 1976 en URSS                             | Guitis Romoualdo Loukchas |
| Crime, dilogie avec Intolérance et Tromperie | ru:Преступление (фильм, 1976) (Нетерпимость и Обман) | 12 juillet et 19 juillet 1976                        | Evgueni Tachkov |
| Dames et hussards | ru:Дамы и гусары (фильм, 1976) | 31 décembre 1976 à la télévision                     | Aleksandra Issaakovna Remizova (ru) et Anatoli Dmitrievitch Nitotchkine (ru) |
| Dans les pinces du crabe noir | ru:В клешнях чёрного рака | 31 aout 1976 à Moscou                                | Aleksandrs Leimanis |
| De et vers | ru:От и до | 31 décembre 1976 à la télévision                     | Alekseï Aleksandrovitch Michourine (ru) |
| De longs kilomètres de guerre | ru:Долгие вёрсты войны (1975) | 4 mai 1976 à la télévision                           | Aleksandr Iakovlevitch Karpov (ru) |
| Demandez-vous | ru:Спроси себя | 1976                                                 | Stanislav Ivanovitch Tretiakov |
| De quoi un homme a-t-il besoin ? | ru:Что человеку надо (Фильм, 1975) | aout 1976                                            | Mikhaïl Markovitch Izraïlev (ru) |
| Le Dernier Sacrifice | ru:Последняя жертва (фильм) | 11 octobre 1976                                      | Piotr Todorovski |
| Des Années lointaines et proches | ru:Далёкие близкие годы | 1976                                                 | Kamil Yarmatov |
| Les Descendants | ru:Наследники (фильм, 1974) | 16 octobre 1976 à la télévision                      | Valeri Trofimovitch Issakov (ru) |
| Des diamants pour Maria | ru:Алмазы для Марии (1975) | 2 février 1976                                       | Oleg Aleksandrovitch Bondariov (ru) et Vladimir Aleksandrovitch Tchebotariov (ru) |
| Des fleurs pour Olia | ru:Цветы для Оли (фильм, 1976) | mai 1976                                             | Radomir Borissovitch Vassilevski (ru) |
| L'École de M. Maourous ou Indrek (et) | ru:Школа господина Мауруса | 2 février 1976 à Tallinn                             | Mikk Mikiver |
| Encore une fois à propos du dragon et du chevalier | ru:Снова о драконе и витязе | 1976                                                 | Merab Grigorievitch Saralidze (ru) |
| Enfance ardente | ru:Огненное детство | 15 janvier 1976                                      | Iouri Afanassievitch Chvyriov (ru) |
| Entre ciel et terre | ru:Между небом и землёй (фильм, 1975) | 12 avril 1976                                        | Valeri Nikolaïevitch Khartchenko (ru) et Mikhaïl Khristoforovitch Badikianou |
| L'Équilibriste | ru:Эквилибрист (фильм, 1976) | 1976                                                 | Leonid Netchaïev |
| Esclave de l'amour | ru:Раба любви | 27 septembre 1976                                    | Nikita Mikhalkov |
| ...Et d'autres fonctionnaires | ru:…И другие официальные лица | 8 novembre 1976                                      | Semion Aranovitch |
| Été | ru:Лето (фильм, 1976) | 10 mai 1976 en Estonie                               | Arvo Kruusement |
| L'Été de Sakhata | ru:Лето Сахата | 1976                                                 | Ilmourad Nazarovitch Bekmiev et Khodjakouli Narliev |
| L'Été des motards | ru:Лето мотоциклистов | 14 juin 1976                                         | Ouldis Braouns (ru) |
| Fait biographique | ru:Факт биографии | 1976 en URSS                                         | Boris Konstantinovitch Chadourski (ru) |
| Faucheur et héros | ru:Косарь-богатырь | 1976                                                 | Lev Nikolaïevitch Choukalioukov |
| Ferdinand le magnifique | ru:Фердинанд великолепный (фильм, 1976) | 7 novembre 1976                                      | Iouri Naoumovitch Doubravine |
| Le Fils aîné (téléfilm) | ru:Старший сын (фильм, 1975) | 20 mai 1976 à la télévision                          | Vitali Melnikov |
| Fils de paysan | ru:Крестьянский сын | 1976 en URSS                                         | Irma Raouch |
| Le Fils du président | ru:Сын председателя | 25 octobre 1976                                      | Viatcheslav Aleksandrovitch Nikiforov (ru) |
| Les Flèches de Robin des Bois | ru:Стрелы Робин Гуда | 14 juin 1976                                         | Sergueï Tarassov |
| La Fumée et le bébé | ru:Смок и Малыш (фильм) | 23 mars 1976 à la télévision à Moscou et à Vilnius   | Raimondas Vabalas |
| Le Garçon à l'épée | ru:Мальчик со шпагой (телесериал) | 19 juin 1976 à la télévision                         | Vagram Borissovitch Kevorkov (ru) |
| Les garçons allaient au front | ru:Мальчишки ехали на фронт | 16 février 1976                                      | Valentine Fiodorovitch Kozatchkov (ru) |
| Le Gendre | ru:Зять (фильм, 1976) | 1976                                                 | Karklialis Mamertas |
| Le Hamlet du district de Chtchigrovski (cf., remarque 1) | ru:Гамлет Щигровского уезда (фильм, 1975) | 1976 à la télévision                                 | Valeri Roubintchik |
| L'Héritier | ru:Наследник (фильм, 1975) | 28 juillet 1976                                      | Kakov Orazsiakhedov |
| L'Héritier inconnu | ru:Незнакомый наследник | 19 janvier 1976                                      | Oleg Ivanovitch Dachkevitch (ru) et Guennadi Kazanski |
| Les Hirondelles célestes | ru:Небесные ласточки | 19 décembre 1976 à la télévision                     | Leonid Kvinikhidze |
| L'Histoire du cœur humain | ru:Повесть о человеческом сердце | 10 février 1976                                      | Daniil Khrabrovitski |
| Histoire du Mésozoïque | ru:Мезозойская история | 30 mai 1976                                          | Rachid Salimovitch Atamalibekov |
| L'Histoire d'un communiste | ru:Повесть о коммунисте | 1976                                                 | Igor Viktorovitch Bessarabov (ru) et Aleksandr Stepanovitch Kotchetkov (ru) |
| L'Homme de l'«Olympe» | ru:Человек из «Олимпа» (фильм, 1974) | 2 aout 1976 à Moscou                                 | Dmitri Gaguikovitch Kessaïants (ru) |
| L'homme suit les oiseaux | ru:Человек уходит за птицами | aout 1976 à Moscou                                   | Ali Khamraïev |
| Icare et les Sages | ru:Икар и мудрецы | 1976                                                 | Fiodor Khitrouk |
| Îles de granit | ru:Гранитные острова (фильм, 1976) | 30 octobre 1976                                      | Boris Dourov |
| L'importance d'être constant | ru:Как важно быть серьёзным (телеспектакль) | 27 décembre 1976 à la télévision                     | Aleksandr Arkadievitch Belinski (ru) |
| Incident au festival | ru:Случай на фестивале | 1976                                                 | Roland Igorevitch Vierou |
| L'Incroyable Berendeïev | ru:Потрясающий Берендеев | 23 aout 1976                                         | Igor Matveïevitch Voznessenski (ru) |
| Inspiration | ru:Вдохновение (1975) | 10 avril 1976 à la télévision à Erevan               | Dmitri Gaguikovitch Kessaiants (ru) |
| L'Ironie du sort (film, 1975) | ru:Ирония судьбы, или С лёгким паром! | 1er janvier 1976 à la télévision                     | Eldar Riazanov |
| Ivanika et Simonika | ru:Иваника и Симоника | 1976                                                 | Pavle Konstantinovitch Tchapkviani (ru) |
| Jarosław Dąbrowski | ru:Ярослав Домбровский (фильм) | 26 janvier 1976 en Pologne                           | Bohdan Poręba (pl) |
| J'échange un chien contre une locomotive | ru:Меняю собаку на паровоз | 1er mars 1976                                        | Nikita Gueorguievitch Khoubov (ru) |
| Je demande la parole | ru:Прошу слова | 29 novembre 1976                                     | Gleb Panfilov |
| Je le prends sur moi | ru:Принимаю на себя | 16 février 1976                                      | Aleksandr Sergueïevitch Orlov (ru) |
| Je ne le ferai plus | ru:Я больше не буду (фильм) | 23 aout 1976                                         | Evgueni Firsovitch Cherstobitov (ru) |
| Je ne sais pas dans la ville ensoleillée série de 10 films avec Comment Dunno a fait de bonnes actions (1), Rencontre avec le sorcier (2), Les transformations commencent (3), Évasion (4), Les transformations continuent (5), Les Aventures des trois ânes(6), Des exploits incroyables (7), De nouveau ensemble (8), Panique au zoo (9), Le Magicien réapparaît (10) | ru:Незнайка в Солнечном городе (мультфильм) (Как Незнайка совершал хорошие поступки (1), Встреча с волшебником (2), Превращения начинаются (3), Побег (4), Превращения продолжаются (5), Приключения трёх ослов (6), Удивительные подвиги (7), Снова вместе (8), Переполох в зоопарке (9), Волшебник появляется снова (10)) | 1976-1977                                            | réalisés par Павел Мурашов (1) et (6), Nina Ivanovna Chorina (ru) (2) et (4), Iouri Andreïevitch Trofimov (ru) (3), (5) et (10), Boris Viktorovitch Ardov (ru) (7) et (8), Olga Edouardovna Rozovskaïa (ru) (9) |
| Jetez, ou tout a commencé samedi | ru:Бросок, или Всё началось в субботу | 1976                                                 | Serik Kenjeralievitch Raïbaïev |
| Les Jours des Tourbine | ru:Дни Турбиных (фильм, 1976) | 1er novembre 1976 à la télévision en URSS            | Vladimir Bassov |
| Kachtanka | ru:Каштанка (фильм) | 4 avril 1976 à la télévision                         | Roman Balaïan |
| Là-bas, derrière l'horizon | ru:Там, за горизонтом | 13 décembre 1976                                     | Iouri Iegorov |
| Le Lapin vaniteux | ru:Зайка-зазнайка | 1976                                                 | Boris Issaakovitch Ablynine (ru) |
| Lechi | ru:Леший (фильм, 1976) | 6 septembre 1976                                     | Peeter Simm (ru) |
| Légendes vivantes | ru:Ожившие легенды | juin 1976 à Tbilissi                                 | Nodar Chotaïevitch Managadze (ru) |
| Les Lettres des autres | ru:Чужие письма | 16 avril 1976                                        | Ilia Aleksandrovitch Averbakh (ru) |
| Liamzi-tyri-Bondi, le sorcier maléfique | ru:Лямзи-тыри-бонди, злой волшебник | 1976                                                 | Marianna Guertselevna Novogroudskaïa (ru) |
| Le Livre magique de Mourad | ru:Волшебная книга Мурада (Фильм, 1976) | 1976                                                 | Moukhamed Soïounkhanov (ru) |
| Ma Carmen | ru:Моя Кармен | 5 novembre 1976                                      | Viktor Fiodorovitch Okountsov |
| Magie honnête | ru:Честное волшебное | 23 février 1976                                      | Iouri Sergueïevitch Pobedonostsev (ru) |
| Maïakovski rit | ru:Маяковский смеётся | 3 septembre 1976                                     | Sergueï Ioutkevitch et Anatoli Gueorguievitch Karanovitch (ru) |
| La maison que Jack a construite (cf., remarque 3) | ru:Дом, который построил Джек (мультфильм) | 1976                                                 | Andreï Khrjanovski |
| Marina | ru:Марина (фильм) | 29 mars 1976                                         | Boris Ivtchenko |
| Mark Twain contre... | ru:Марк Твен против… | 2 juillet 1976 à la télévision                       | Mikhaïl Grigorievitch Grigoriev (ru) |
| Mémoire de la terre | ru:Память земли (фильм) | 1976                                                 | Boris Ivtchenko et Boris Ivanovitch Savtchenko (ru) |
| Mes chers | ru:Мои дорогие | 6 septembre 1976                                     | Iaroslav Vassilievitch Loupi (ru) |
| Milieu de vie | ru:Середина жизни (фильм, 1976) | 1976                                                 | Olguerd Riksovitch Vorontsov |
| Le Mille et unième tour | ru:Тысяча первая гастроль (фильм, 1974) | 1976 en URSS                                         | Ogtay Mirgassimov |
| Miracle avec des tresses | ru:Чудо с косичками | 3 mai 1976                                           | Viktor Titov |
| Moi, plongeur-2 | ru:Я — Водолаз-2 | 26 juillet 1976                                      | Vladimir Ilitch Khmelnitski (ru) |
| Mon ami n'est pas sérieux | ru:Мой друг — человек несерьёзный | 10 juin 1976                                         | Jānis Streičs |
| Mon cœur est dans les montagnes | ru:В горах мое сердце (фильм, 1975) | 22 avril 1976 à la télévision à Erevan               | Levon Gratchievitch Grigorian |
| Mon Entreprise | ru:Моё дело | 21 février 1976                                      | Leonid Gueorguievitch Mariaguine (ru) |
| Mon Grand Frère | ru:Мой старший брат (фильм, 1976) | 24 novembre 1976 à la télévision à Moscou            | Albert Iossifovitch Khatchatourov (ru) |
| Le Mot enchanté | ru:Заколдованное слово (мультфильм) | 1976                                                 | Leonid Varsanofievitch Aristov (ru) |
| La Mouche-Tsokotoukha | ru:Муха-Цокотуха (мультфильм, 1976) | 1976                                                 | Boris Stepantsev |
| Mustang - Meneur de train | ru:Мустанг-иноходец (фильм, 1975) | 25 janvier 1976 à la télévision                      | Ihor Antonovytch Nehreskou (uk) |
| Notre eau quotidienne | ru:Вода наша насущная (фильм, 1975) | 1er novembre 1976 à Moscou                           | Arman Khristoforovitch Manarian (ru) |
| Nous sommes ensemble, maman | ru:Мы вместе, мама (фильм, 1976) | 15 aout 1976                                         | Iaroslav Vassilievitch Loupi (ru) |
| Nouveau mariage | ru:Повторная свадьба | 7 juin 1976                                          | Gueorgui Natanson |
| L'Oiseau bleu | ru:Синяя птица (фильм, 1976) | 5 avril 1976                                         | George Cukor |
| Ondine | ru:Русалочка (фильм, 1976, СССР) | 17 décembre 1976 à Sofia                             | Vladimir Sergueïevitch Bytchkov (ru) |
| On ne l'avait pas appris | ru:Это мы не проходили | 5 janvier 1976                                       | Ilia Frez |
| Onze Espoirs | ru:Одиннадцать надежд | 22 mars 1976                                         | Viktor Aleksandrovitch Sadovski (ru) |
| L'Ours artiste | ru:Мишка-артист (фильм, 1976) | 1er aout 1976                                        | Khabib Abidovitch Faïziev |
| Le Petit Sergent | ru:Маленький сержант | novembre 1976 en Tchécoslovaquie                     | Lev Goloub |
| La Peur des hauteurs | ru:Страх высоты (фильм, 1975) | 17 juin 1976                                         | Aleksandr Vladimirovitch Sourine (ru) |
| La Pierre de l'eau pure | ru:Камень чистой воды (фильм, 1976) | 1er décembre 1976                                    | Chota Ilitch Manaradze (ru) |
| Les Pieuvres | ru:Осьминожки | 1976                                                 | Rassa Artourovna Straoutmane (ru) |
| Piotr Martynovitch et les années d'une grande vie | ru:Пётр Мартынович и годы большой жизни | 26 janvier 1976                                      | Nikita Viktorovitch Orlov (ru) |
| Pochékhonié d'autrefois (cf., remarque 2) film à sketchs avec Matrionka la malchanceuse, Frère Fedos et Vanka-Kaïn | ru:Пошехонская старина (фильм) (Бессчастная Матрёнка, Братец Федос и Ванька-Каин) | 3 mars 1976                                          | réalisés respectivement par Natalia Bondartchouk, Igor Marlenovitch Khoutsiev et Nikolaï Bourliaïev |
| Poisson postal | ru:Почтовая рыбка | 1976                                                 | Vladimir Izraïlevitch Pekar (ru) |
| Pomme dans la rivière | ru:Яблоко в реке | 16 aout 1976                                         | Aïvars Valdovitch Freïmanis |
| Pomme rouge | ru:Красное яблоко (фильм) | 8 mars 1976 à Moscou                                 | Tolomouch Okeïev |
| Le Pont de feu | ru:Огненный мост (фильм) | 1976                                                 | Boris Nirenbourg |
| Port | ru:Порт (фильм, 1975) | 5 juillet 1976                                       | Iouri Tchiorny |
| Pourquoi un lion a-t-il une grande crinière ? | ru:Почему у льва большая грива? | 1976                                                 | Natalia Edouardovna Bogomolova (ru) et Olga Ivanovna Orlova (ru) |
| Printemps du vingt-neuvième | ru:Весна двадцать девятого | 17 avril 1976 à la télévision                        | Gueorgui Ioungvald-Khilkevitch |
| Le Prix du bonheur | ru:Цена счастья | 1er novembre 1976                                    | Hasan Seyidbeyli |
| Programme pour demain | ru:Расписание на завтра | 1er aout 1976                                        | Nikolaï Viktorovitch Aleksandrovitch (ru) |
| Quand la terre tremble | ru:Когда дрожит земля | 5 avril 1976                                         | Aleksandr Borissovitch Kossarev (ru) |
| Quand septembre arrive | ru:Когда наступает сентябрь | 20 février 1976                                      | Edmond Keossaïan |
| Qu'est-ce qui t'arrive? | ru:Что с тобой происходит? | 26 avril 1976                                        | Vladimir Gourguenovitch Saroukhanov |
| Qui, sinon toi?... | ru:Кто, если не ты?... | 14 juin 1976                                         | Gueorgui Mikhaïlovitch Kouznetsov (ru) |
| Réfutation | ru:Опровержение (фильм, 1976) | 1976                                                 | Iouri Sergueïevitch Kavtaradze (ru) |
| Regarde dans les yeux... | ru:Смотреть в глаза... | décembre 1976                                        | Vladimir Ivannovitch Lougovski |
| Rencontres à Medeo | ru:Встречи на Медео (фильм, 1976) | 1976                                                 | Askhat Tazetdinovitch Achrapov (ru) et Sapargali Jetenovitch Souleïmenov |
| Répétition | ru:Репетиция (мультфильм) | 11 mars 1976                                         | Leonid Varsanofievitch Aristov (ru) |
| Le Rêve d'un passionné de voitures | ru:Сон автолюбителя (мультфильм) | 1976                                                 | Boris Akimovitch Akoulinitchev (ru) |
| Rikki-Tikki-Tavi (film) | ru:Рикки-Тикки-Тави (фильм) | septembre 1976 en URSS                               | Nana Gueorguievna Kldiachvili et Aleksandr Zgouridi |
| Le Rock du Méchant Loup | ru:Мама (фильм, 1976) | 21 novembre 1976 à Bucarest                          | Elisabeta Bostan |
| Romance sentimentale | ru:Сентиментальный роман | 1er décembre 1976                                    | Igor Maslennikov |
| Le Rouge et le Noir | ru:Красное и чёрное (фильм, 1976) | 23 juin 1976 à la télévision en URSS                 | Sergueï Guerassimov |
| Sambo | ru:Сэмбо (мультфильм) | 1976                                                 | Olga Edouardovna Rozovskaïa (ru) |
| Sauver la ville | ru:Сохранить город | 11 octobre 1976 à Varsovie                           | Jan Łomnicki |
| Le Secret de la grotte de la montagne | ru:Тайна горного подземелья | 24 mars 1976                                         | Lev Solomonovitch Mirski (ru) |
| Le Septième Génie | ru:Седьмой джинн (фильм, 1976) | 19 avril 1976                                        | Moukhtar Kardachkhanovitch Aga-Mirzaïev |
| La Seule et unique | ru:Единственная… | 1er mars 1976                                        | Iossif Kheïfitz |
| Sibérie | ru:Сибирь (фильм, 1976) | 4 octobre 1976 à la télévision                       | Viktor Mikhaïlovitch Ryjkov (ru) |
| Si je tombe amoureux... | ru:Если я полюблю... (фильм, 1976) | 1976                                                 | Lev Izraïlevitch Tsoutsoulkovski (ru) |
| Sois mon éléphant | ru:Будь моим слоном | 28 septembre 1976                                    | Leonid Markovitch kochtchenikov (ru) |
| Soixante-douze degrés en dessous de zéro | ru:Семьдесят два градуса ниже нуля | 8 septembre 1976                                     | Sergueï Nikolaïevitch Daniline et Ievgueni Tatarski |
| Le Soldat de plomb inébranlable | ru:Стойкий оловянный солдатик (мультфильм) | 15 aout 1976                                         | Lev Issaakovitch Miltchine (ru) |
| Solo pour éléphant avec orchestre | ru:Соло для слона с оркестром | 5 février 1976 à Prague                              | Oldřich Lipský |
| Le Sommet | ru:Вершина (фильм, 1976) | 20 juillet 1976                                      | Merab Artchilovitch Kokotchachvili (ru) |
| « SOS » au-dessus de la taïga | ru:«SOS» над тайгой | 20 mai 1976                                          | Arkadi Nikolaïevitch Koltsatï (ru) et Valentine Dmitrievitch Perov |
| Les Soucis d'un jour d'automne | ru:Тревоги осеннего дня | 5 avril 1976 à Moscou et à Vilnius                   | Alguimantas Adolfo Koundialis (ru) |
| Souriez, mon pote ! | ru:Улыбнись, ровесник! (фильм, 1975) | 30 juillet 1976 en République démocratique allemande | Mikhael Englberguer et Iouli Mikhaïlovitch Koun (ru) |
| Sous les toits de Montmartre | ru:Под крышами Монмартра | 3 janvier 1976 à la télévision                       | Vladimir Mikhaïlovitch Gorikker (ru) |
| Le stade est sens dessus dessous | ru:Стадион шиворот-навыворот | 1976                                                 | Vladimir Ilitch Tarassov (ru) |
| Les Strogov | ru:Строговы (фильм) | 10 février 1976                                      | Vladimir Venguerov |
| Sur la pente raide | ru:На крутизне (фильм, 1976) | 1976                                                 | Ioussouf Tachmoukhammedovitch Azizbaïev |
| Surnom : Loukatch | ru:Псевдоним: Лукач | 5 septembre 1976 en Hongrie                          | Sándor Kio et Zakharias Manos (ru) |
| Tari le petit oiseau | ru:Птичка Тари | 1976                                                 | Guennadi Sokolski |
| Tchouridilo | ru:Чуридило | 31 janvier 1976                                      | Leonid Viktorovitch Nossyrev (ru) |
| Tempête de neige 2e épisode de J'ai pensé à Kovpake (ru) | ru:Буран | 3 mai 1976                                           | Timofeï Vassilievitch Levtchouk (ru) |
| Tempête sur Terre | ru:Шторм на суше | 5 février 1976                                       | Бочаров, Эдуард Никандровичfr=Edouard Nikandrovitch Botcharov (ru) |
| Le Temps de ses fils | ru:Время её сыновей | 16 février 1976                                      | Viktor Tourov |
| Le temps n'attend personne | ru:Время-не-ждёт (телефильм) | 15 janvier 1976 à la télévision                      | Vitali Pavlovitch Tchetverikov (ru) |
| Le Théâtre de l'Acteur Inconnu | ru:Театр неизвестного актёра | 1976                                                 | Nikolaï Racheïev |
| Thermomètre | ru:Термометр (фильм) | 1976                                                 | Ramaz Charabidze (ru) |
| Tôt, les hommes deviennent gris | ru:Мужчины седеют рано (фильм, 1974) | 14 juin 1976 en URSS                                 | Vassili Iakovlevitch Paskarou (ru) |
| Train de jour | ru:Дневной поезд | 2 septembre 1976                                     | Inessa Sergueïevna Selezniova (ru) |
| 38 perroquets | ru:38 попугаев | 19 juillet 1976                                      | Ivan Vassilievitch Oufimtsev (ru) |
| Trois roubles | ru:Три рубля (фильм) | 1er juin 1976                                        | Ramaz Charabidze (ru) |
| Le Trouble | ru:Переполох (фильм, 1975) | 29 novembre 1976                                     | Lana Gogoberidze |
| Tryn-herbe | ru:Трын-трава | 15 octobre 1976                                      | Sergueï Nikonenko |
| Les Tsiganes montent au ciel | ru:Табор уходит в небо | 5 avril 1976                                         | Emil Loteanu |
| Tu es nommée petite-fille | ru:Назначаешься внучкой | 27 mars 1976 à la télévision                         | Iaropolk Leonidovitch Lapchine (ru) |
| Tu n'apportes que des larmes | ru:От тебя одни слёзы | 1976                                                 | Vladimir Anatolievitch Samsonov (ru) |
| Un chaton nommé Gav film à sketchs avec Rien que des ennuis, Où vaut-il mieux avoir peur ? et Le milieu d'une saucisse | ru:Котёнок по имени Гав (выпуск 1) (Одни неприятности, Где лучше бояться и Середина сосиски) | 1976                                                 | Lev Atamanov |
| Un derviche fait exploser Paris | ru:Дервиш взрывает Париж | 1er décembre 1976                                    | Chamil Mahmudbeyov et Kamil Rustambeyov |
| Un homme fiable | ru:Надёжный человек (фильмы, 1975) | 1976 à la télévision                                 | Diamara Loukinitchna Nijnikovskaïa |
| Un mois ordinaire | ru:Обычный месяц | 3 décembre 1976 à la télévision                      | Iskander Khamrayev |
| Un rêve joyeux ou des rires et des larmes | ru:Весёлое сновидение, или Смех и слёзы | 1976                                                 | Igor Vladimirovitch Oussov (ru) |
| Un vrai tbilissien et d'autres | ru:Настоящий тбилисец и другие | 10 décembre 1976                                     | Nana Bidzinovna Mtchedlidze (ru) |
| Une chasse extraordinaire | ru:Необыкновенная охота | 1976                                                 | Abdoulakhad Elissa ogly Makhmoudov (ru) |
| Une fantaisie | ru:Фантазия (фильм, 1976) | 26 novembre 1976                                     | Anatoli Efros |
| Une histoire de paresse | ru:Сказка про лень (мультфильм) | 1976                                                 | Iouri Aleksandrovitch Prytkov (ru) |
| Une orange | ru:Апельсин (мультфильм) | 1976                                                 | Galina Sergueïevna Barinova (ru) |
| Une parabole de l'amour | ru:Притча о любви | 1976 à Moscou                                        | Boulat Mansourov |
| Une place au soleil | ru:Место под солнцем (фильм, 1975) | 25 aout 1976 à Moscou                                | Agassi Aroutiounovitch Babaïan (ru) |
| Les Vagues de la Mer Noire film à sketchs avec La voile solitaire devient blanche, Vent d'hiver et Catacombes | ru:Волны Чёрного моря (фильм) (Белеет парус одинокий, Зимний ветер и Катакомбы) | 26 avril 1976 à la télévision                        | réalisés respectivement par Artour Iossifovitch Voïtetski (ru), Oleg Vassilievitch Goïda et Viatcheslav Siguizmoundovitch Krichtofovitch (ru)                                                                   |
| Vainqueur | ru:Победитель (фильм, 1975) | 1er novembre 1976                                    | Edrar Edouardovitch Khodjikian et Andreï Ivanovitch Ladynine (ru) |
| Le Vent du Dniepr film à sketchs avec Tchary-kamychi et À la broche | ru:Днепровский ветер (киноальманах) (фильм, 1976) (Чары-камыши иНа косе) | 1976                                                 | réalisés respectivement par Vladimir Terentievitch Denissenko (ru) et Vassili Vassilievitch Iliachenko (ru) |
| Visite nocturne | ru:Ночной визит | 19 juillet 1976 à la télévision à Moscou             | Nikolaï Konstantinovitch Sanichvili (ru) |

## Remarques
- 1 : La nouvelle qui a servi de base à l'adaptation cinématographique est traduite sous le titre Le Hamlet du district de Chtchigry aux Éditions Gallimard, Bibliothèque de la Pléiade (1981  (ISBN 978 2 07 010980 7)) par Madame Françoise Flamant qui semble avoir simplifié le nom du district.
- 2 : Le titre n'est pas tout à fait identique à la traduction automatique : c'est celui de la traduction du titre du livre qui a servi de base aux scénarios des trois courts métrages.
- 3 : «Джек » est traduit par « Jack » et non par « Djek » parce que ce film d'animation est basé sur une chanson anglaise dont on a repris le titre.